# 进步党 (中国)

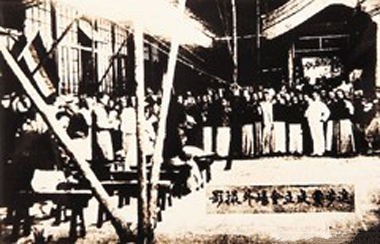
1913年5月29日，进步党在北京磨盘院举行成立大会。此为“进步党成立会场外摄影”。

进步党是中华民国初期的一个政党，成立于1913年5月29日。

## 成立過程及宗旨

中华进步党规章

1912年（民国元年）末，国会參議院與眾議院举行选举，宋教仁领导国民党取得眾議院269个議席、參議院123個議席，國民黨在兩院議席佔百分之四十五多數議席:112。第2大党共和党获得120个議席，第3大党統一党获得18个議席，第4大党民主党获得16个議席。袁世凱拉攏共和、統一、民主三党牽制国民党:112。
1913年4月，國會正式開幕，共和党（黎元洪领导）、民主党（梁启超领导）、统一党（张謇领导）三党為进一步对抗国民党，於5月29日合并為为进步党，黎元洪為黨魁，梁啟超亦為重要領袖之一:112。
進步党的主要宗旨为如下两点：
1. 欲将全国政治导入轨道
2. 欲造成一种可为模范之政党

具体政纲有如下三点：
1. 采取国家主义，建设强善政府
2. 尊重人民公意，拥护法赋自由
3. 顺应世界大势，增进平和实利

## 领导
進步党的主要干部如下：
- 理事長：黎元洪、梁启超（召集人）
- 理事：梁啟超、張謇、伍廷芳、孫武、那彦图、湯化龙、王揖唐、蒲殿俊、王印川
- 名誉理事：冯国璋、蔡锷、汪大燮、熊希龄等23人
- 秘书长：林長民
- 政務部長：林長民
- 党務部長：丁世峄

## 活動与终结
三党合组进步党后，内部意见不能统一。比如民主党出身的孫洪伊被任命为党務部副部長，但对梁啓超接近袁世凱失望，实际上并未加入進步党。此外，一些旧共和党人不满原民主党骨干占据进步党的中枢，乃脱离进步党重组共和党（为同合并前的共和党相区別，一般称作「新共和党」）。
進步党是支持袁世凱政府的政党，二次革命後，袁世凯取得对全国的绝对控制，图谋解散国会，该党于是同留在国会的国民党温和派（时称“稳健派”）携手继续使国会得以运转。袁世凱见此情况，于1913年9月18日组建新的親袁世凯的御用政党公民党（北京政府总統府秘書長梁士詒任党魁。梁士詒是旧交通系的首领）。10月6日，袁世凯给梁士詒下指示，并派軍警包围国会議場逼迫国会选举袁世凯为大总统，袁世凯乃当选正式大总統。
進步党对此形势抱有强烈的危机感。同年10月21日，国民党、進步党的有志之士结成了民憲党。11月4日，袁世凯以勾结叛逆为名剥夺了国民党籍国会議員438人的議員資格，国会因议员人数不足而无法继续开会。各政党受这打击，奄奄一息，无有作为，進步党却于1914年1月5日开特別大会，決议主張：（一）本年必須召集国会；（二）宪法必須由民选机关制定。4月26日，与大中党合併，補选大中党党魁貢桑诺尔布为進步党理事。
1915年（民国4年）11月，正当袁世凱筹画称帝，進步党党务部长孙洪伊发文反对，党內分裂，后来梁啓超和主要幹部支持護国战争。
黎元洪任總統，國會恢復后，各政黨均標榜無黨主義，進步黨組成所謂“研究系”，繼續與國民黨系各政治組織在國會中對抗。

## 后世影响
据民主进步党创党元老、后退黨的前中華民國立委朱高正曾于中天电视夜问打权节目中介绍，民主进步党的命名最早是由他提出的，源自与國民黨对抗的民主党及其后与其他党派合并成的进步党之合称。

### 引用
1. 1 2 3  周佳榮、林啟彦. . 香港: 商務印書館（香港）. 1992.
2. ↑  潘荣「孫洪伊」、161頁。
3. 1 2 3  謝彬.  三版. 上海: 學術研究會叢書部. 1926-03-30  [2023-02-12]. （原始内容存档于2023-02-12）.
4. ↑  . 申報 (上海). 1914-01-10. 數月以來，幾不復聞有政黨之絲毫動靜，乃碩果僅存之進步黨，竟於昨日（五號）有特別大會之舉，且決定極明暸之主張，作爲黨義，布告全國。
5. ↑  . 時事新報 (上海). 1914-05-01.
6. ↑  . 盛京時報 (奉天). 1915-11-27.